# Álvaro Sarabia
Pour les articles homonymes, voir Sarabia.
Álvaro Gustavo Sarabia Navarro (né le 5 janvier 1978 à Santiago au Chili) est un joueur de football international chilien.
Il est surnommé Chino.

## Palmarès
| Distinction                | Année         |
| -------------------------- | ------------- |
| Goleador (meilleur buteur) | 2005-Apertura |